# マリナ・アクロワ
- マリーナ・アクーロワ

マリナ・アクロワ（Marina Akoulova、女性、1985年12月13日 - ）は、チェリャビンスク出身のロシアのバレーボール選手。ポジションはセッター。ロシア代表。

## 来歴
代表でプレーしていたスベトラーナ・アクロワは実姉。
2006年、ロシア代表に初選出される。同年のワールドグランプリで正セッターに抜擢され、銀メダルを獲得した。同年11月の世界選手権では金メダル獲得に大きく貢献した。2008年、北京オリンピックに出場した。
2012年に代表へ復帰し、ロンドン五輪世界最終予選に出場した。

## 球歴
- オリンピック - 2008年（5位）
- 世界選手権 - 2006年（優勝）
- 欧州選手権 - 2007年（3位）
- ワールドグランプリ - 2006年（2位）、2007年（4位）

## 所属クラブ
- Avtodor-Metar（2001-2004年）
- Samorodok Khabarovsk（2004-2008年）
- Omitchka Omsk（2008-2012年）
- ディナモ・モスクワ（2012-）